# Сонгтам
Сонгтам(тай. ทรงธรรม), 1590– 13 грудня 1628) — 22-й володар Аюттхаї у 1611—1628 роках. Ім'я перекладається як «збереження чеснот». Відомий також як Інтарача III. Мав прізвисько «Побожний».

## Життєпис
Походив з династії Сукхотай. Другий син Екатотсарота й наложниці 1-го класу. Народився 1590 року, отримавши ім'я Пхра Інтарача. 1603 року став буддійським ченцем. 1605 року батько посів трон Аюттхаї. 1611 року після повалення його зведеного брата Саовапхака посів трон. Прийняв ім'я Пхрачао Сонгтам.
Продовжив політику батька щодо залучення іноземних торгівців, розвитку дипломатії з Європою. У 1612 році англійська експедиція прибула до Аюттхаї з листом від англійського короля Якова I Стюарта з проханням дозволити англійським купцям торгувати в його державі. Сонгтам тепло зустрів учасників і надав їм місце для торгівлі. Пізніше до них приєдналася Французька Ост-Індська компанія. Допускалися китайські, малайські, японські, камбоджійські, лаоські та в'єтнамські торгівельні колонії.
У 1613—1614 року Анаукпетлун, володар імперії Таунгу, дійшов до узбережжя Тенассеріма. Він здобув Тавой, але був відкинутий із великими втратами під Мергуї. 1614 року Ланна опинилася під зверністю Таунгу, що спричинило загрозу з півночі. 
12 червня 1617 року Сонгтем підписав угоду з Голландською Ост-Індською компанією. 1618 року з Анаукпетлуном було укладено договір, за яким Сонгтам отримував владу над Ланною, а бірманський правитель — Мартабаном.
У 1621 році очолив вторгнення до Камбоджі, але був відбитий Четтою II. 1622 року Сонгтам послав свого брата Пхра Сісіна знову атакувати Камбоджу, але той зазнав невдачі. Під час цього вторгнення короля Сонгтам підтримувала Голландська Ост-Індська компанія. Генерал-губернатор Ян Пітерзун Коен надіслав два військові кораблі з Батавії на допомогу аюттхайському флоту. Цією невдачею скористався Анаукпетлун, що захопив важливе місто Тавой. До цього додалося закриття англійської факторії.
У внутрішній політиці опікувався збереженням соціального миру, тому не збільшував податки, що добре відбразилося на становищі селян. Сонгтам був дуже релігійним. Найвидатнішим досягненням його правління було відкриття сліду Будди в Сарабурі. Сонгтам наказав побудувати храм Ват Пхра Пхуттхабат над слідом. Сам слід можна побачити й сьогодні. Починаючи з Сонгтам наступні володарі Аюттхаї щорічно віддавали шану сліду Будди великою річковою процесією.
У 1621, 1623, 1626 роках Сонгтам, розвиваючи дипломатичні контакти з Японією, відправив посольства (приблизно по 20 осіб кожне) до сьогунів Хідетади та Іеміцу.
У 1624 році капітан Фернандо де Сільва на чолі іспанського загону пограбував голландське судно біля узбережжя Сіамської затоки. Це розлютило Сонгтама, який надавав велику перевагу голландцям і наказав атакувати та захопити всіх іспанців і португальців, що були технічно вигнані з Аюттхаї після майже 100 років підтримки.
Сонгтам хотів, щоб його син, Четта, став його наступником, хоча він був молодим. Тому він попросив військового міністра Суріявонга захистити його від небезпеки. Після смерті Сонгтама останній заарештував і стратив усіх, хто був проти бажань Сонгтама.